# Lijst van voetbalinterlands China - Noord-Korea
Deze lijst van voetbalinterlands is een overzicht van alle officiële voetbalwedstrijden tussen de nationale teams van China en Noord-Korea. De landen speelden tot op heden 24 keer tegen elkaar, te beginnen met een vriendschappelijke wedstrijd op 16 oktober 1994 in Pyongyang. De laatste ontmoeting, een wedstrijd tijdens de Oost-Azië Cup 2017, werd gespeeld op 16 december 2017 in Chofu (Japan).

## Wedstrijden
| №  | Plaats     | Datum             | Competitie                 | Wedstrijd           | Uitslag |
| -- | ---------- | ----------------- | -------------------------- | ------------------- | ------- |
| 1  | Pyongyang  | 25 oktober 1959   | Vriendschappelijk          | Noord-Korea – China | 1 – 0   |
| 2  | Hanoi      | 4 oktober 1960    | Vriendschappelijk          | China – Noord-Korea | 1 – 0   |
| 3  | Pyongyang  | 5 augustus 1965   | Vriendschappelijk          | Noord-Korea − China | 3 − 0   |
| 4  | Phnom Penh | 6 december 1966   | Vriendschappelijk          | Noord-Korea – China | 2 – 1   |
| 5  | Hongkong   | 15 mei 1975       | Azië Cup 1976 kwalificatie | Noord-Korea – China | 2 – 0   |
| 6  | Hongkong   | 1 juni 1975       | Azië Cup 1976 kwalificatie | China – Noord-Korea | 1 – 0   |
| 7  | Koeweit    | 25 september 1980 | Azië Cup 1980              | Noord-Korea – China | 2 – 1   |
| 8  | Hongkong   | 4 januari 1981    | WK 1982 kwalificatie       | Noord-Korea – China | 2 – 4   |
| 9  | Bangkok    | 20 november 1981  | Vriendschappelijk          | Noord-Korea − China | 2 − 0   |
| 10 | Bangkok    | 22 november 1981  | Vriendschappelijk          | China − Noord-Korea | 0 − 0   |
| 11 | New Delhi  | 28 november 1982  | Aziatische Spelen 1982     | Noord-Korea – China | 1 – 0   |
| 12 | Singapore  | 24 augustus 1986  | Vriendschappelijk          | Noord-Korea − China | 0 − 0   |
| 13 | Singapore  | 6 september 1986  | Vriendschappelijk          | China − Noord-Korea | 2 − 1   |
| 14 | Singapore  | 24 oktober 1989   | WK 1990 kwalificatie       | Noord-Korea − China | 0 − 1   |
| 15 | Beijing    | 27 juli 1990      | Dynasty Cup 1990           | China − Noord-Korea | 2 − 0   |
| 16 | Beijing    | 22 augustus 1992  | Dynasty Cup 1992           | China − Noord-Korea | 1 − 1   |
| 17 | Beijing    | 31 augustus 1992  | Vriendschappelijk          | China − Noord-Korea | 0 − 0   |
| 18 | Shanghai   | 3 augustus 2001   | Vriendschappelijk          | China − Noord-Korea | 2 − 2   |
| 19 | Daegu      | 7 augustus 2005   | Oost-Azië Cup 2005         | China − Noord-Korea | 2 − 0   |
| 20 | Chongqing  | 23 februari 2008  | Oost-Azië Cup 2008         | China − Noord-Korea | 3 − 1   |
| 21 | Guiyang    | 8 juni 2011       | Vriendschappelijk          | China − Noord-Korea | 2 − 0   |
| 22 | Canberra   | 18 januari 2015   | Azië Cup 2015              | China − Noord-Korea | 2 − 1   |
| 23 | Wuhan      | 5 augustus 2015   | Oost-Azië Cup 2015         | China − Noord-Korea | 2 − 0   |
| 24 | Chofu      | 16 december 2017  | Oost-Azië Cup 2017         | China − Noord-Korea | 1 − 1   |

## Samenvatting
| Competitie            | Totaal gespeeld | Winst China | Gelijk | Winst Noord-Korea | Doelsaldo China – Noord-Korea |
| --------------------- | --------------- | ----------- | ------ | ----------------- | ----------------------------- |
| WK-kwalificatie       | 2               | 2           | 0      | 0                 | 5 − 2                         |
| Azië Cup              | 2               | 1           | 0      | 1                 | 3 − 3                         |
| Azië Cup-kwalificatie | 2               | 1           | 0      | 1                 | 1 − 2                         |
| Oost-Azië Cup         | 4               | 3           | 1      | 0                 | 8 − 2                         |
| Aziatische Spelen     | 1               | 0           | 0      | 1                 | 0 − 1                         |
| Vriendschappelijk     | 13              | 4           | 5      | 4                 | 11 − 12                       |
| Totaal                | 24              | 11          | 6      | 7                 | 28 − 22                       |

Wedstrijden bepaald door strafschoppen worden, in lijn met de FIFA, als een gelijkspel gerekend.